# Little Fauss and Big Halsy (soundtrack)
Little Fauss and Big Halsy je ''soundtrack'' album Johnnyja Casha za istoimeni film. Objavljen je 1971. u izdanju Columbia Recordsa. Uključuje Cashove pjesme i one Carla Perkinsa i Boba Dylana; nije se probio na ljestvice.

## Popis pjesama
1. "Rollin' Free" (Cash) – 2:24
2. "Ballad of Little Fauss and Big Halsy" (Carl Perkins) – 2:29
3. "Ballad of Little Fauss and Big Halsy [Instrumental Version]" (Perkins) – 1:48
4. "706 Union" (Perkins) – 2:18
5. "Little Man" (Cash) – 2:53
6. "Little Man [Instrumental Version]" (Cash) – 2:41
7. "Wanted Man" (Bob Dylan) – 2:54
8. "Rollin' Free [Instrumental Version]" (Cash) – 2:38
9. "True Love is Greater Than Friendship" (Perkins) – 2:36
10. "Movin'" (Perkins) – 3:04
11. "Little Man [Instrumental Version]" (Cash) – 2:54
12. "True Love is Greater Than Friendship [Instrumental Version]" (Perkins) – 3:18
13. "Movin' [Instrumental Version]" (Perkins) – 2:32

## Izvođači
- Johnny Cash - vokali
- Carl Perkins - gitara

## Vanjske poveznice
- Podaci o albumu i tekstovi pjesama